# D-Crunch
I D-Crunch (디크런치?) sono stati un gruppo musicale sudcoreano formatosi a Seul nel 2018. Il gruppo, composto da nove membri, ha debuttato il 6 agosto 2018 con il singolo 0806.

## Nome
Il nome del gruppo è l’abbrevizione di Diamond-Crunch, sta a significare che il gruppo è in grado di spezzare il diamante con la loro "performance forte e potente musicalità". Altre considerazioni per il nome del gruppo includevano Hip Hop Force e Hip Hop Gangster.

## Storia

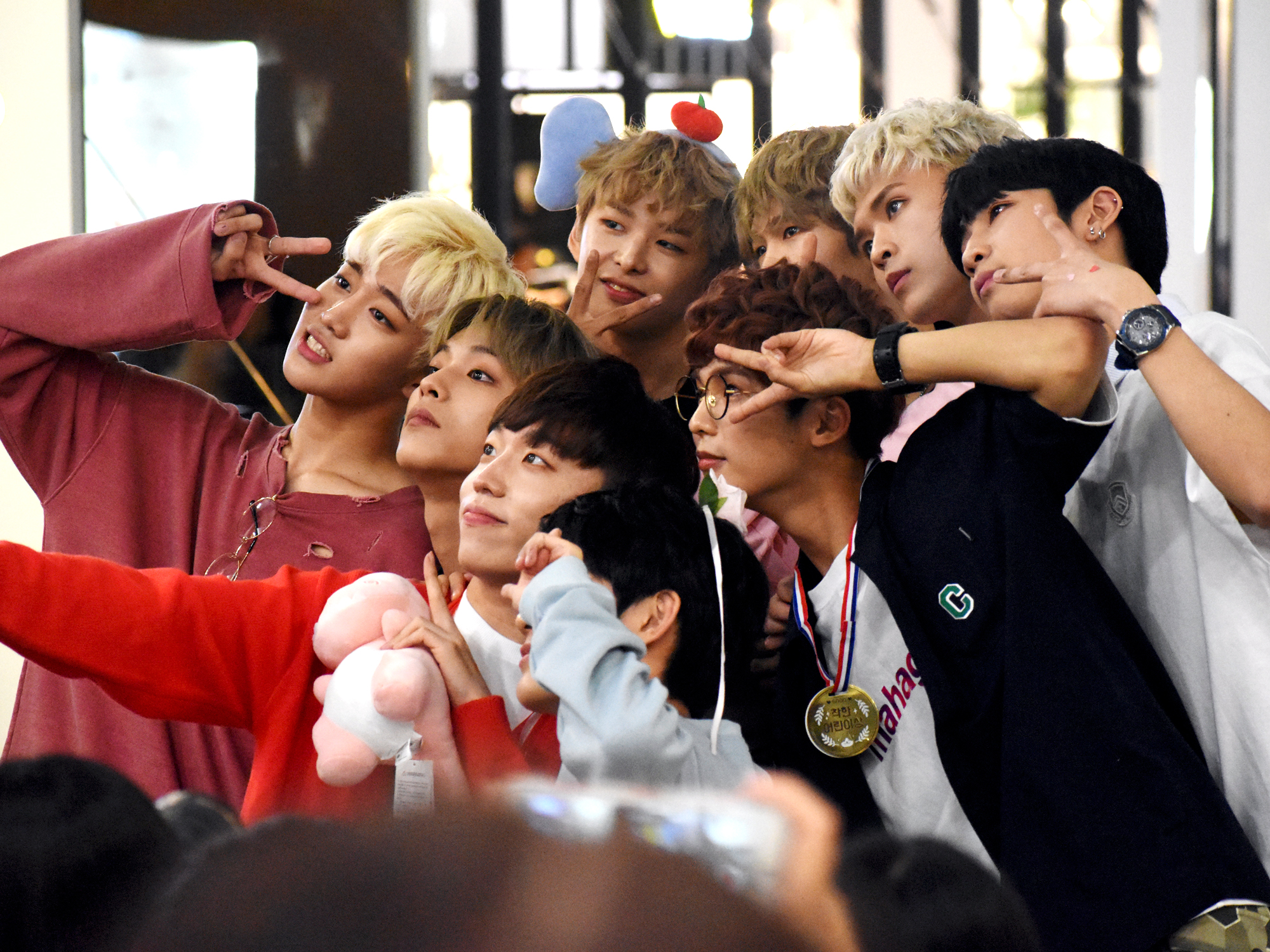
I D-Crunch

I D-Crunch sono formati dalla compagnia All-S da Lee Jong-seok, produttore delle Girl's Day, e i membri si sono allenati insieme per un anno. Prima del debutto del gruppo, i membri O.V, Chan-young, Jung-seung e Dylan, oltre alle apprendiste femminili della All-S Company Hyun-gshin e Garam, hanno debuttato nell'unità Geupsik-Dan con "Geupsik". I restanti cinque membri dei D-Crunch sono Hyun-wook, Hyun-ho, Hyun-oh, Hyun-woo e Min-hyuk. I D-Crunch sono composti da sei rapper e tre cantanti, guidati dal leader Hyun-wook.
I D-Crunch l'8 agosto 2018 pubblicarono l'album singolo di debutto 0806 trainata dalla title track "Palace". L'uso dei diamanti ha portato ad accuse di plagio da parte dei Seventeen, che avevano utilizzato lo stesso elemento durante il loro debutto. I D-Crunch smentirono le accuse. Il 12 novembre, il gruppo pubblicò il loro primo EP M1112.  I D-Crunch vinsero il Focus Award ai 2018 Asia Artist Awards.

## Stile musicale
I D-Crunch fondano le loro basi nella musica hip-hop e cercano sempre di trasmettere un messaggio attraverso i loro testi. O.V, Hyun-wook e Hyun-oh compromettono il team di compositori G.I.G, che modella la direzione musicale del gruppo. Ogni membro fornisce idee ai cantautori, che sono ulteriormente sviluppati per adattarsi allo stile del gruppo. Lee Jeong-yeon di The Dong-a Ilbo si riferiva al nonet come il gruppo idol dei cantautori". I D-Crunch hanno citato i BTS come loro che modelli di riferimento.

## Formazione
- Ji Hyun-wook – leader, voce (2018-presente)
- Lee Hyun-ho – rap (2018-presente)
- O.V – rap (2018-presente)
- Kim Min-hyuk – rap (2018-presente)
- Baek Hyun-woo – voce (2018-presente)
- Park Hyun-oh – voce (2018-presente)
- Kim Chan-young – rap – (2018-presente)
- Park Jung-seung – rap (2018-presente)
- Dylan – rap (2018-presente)

## Discografia

### EP
- 2018 – M1112 (4colors)
- 2019 – M0527

### Singoli
- 2018 – 0806
- 2018 – Palace
- 2018 – Stealer

## Videografia
- 2018 – Palace
- 2018 – Stealer
- 2019 – Are You Ready?

## Riconoscimenti
- Asia Artist Award
  - 2018 – Focus Award